# Samnitter
Samnitterne (Oskisk: Safineis) var et italisk folk, der boede i Samnium, som ligger i det moderne indre Abruzzo, Molise og Campania i det sydlige centrale Italien .
Et Oscan-talende folk, der opstod som en udløber af sabinerne, dannede en konføderation bestående af fire stammer: Hirpini, Caudini, Caraceni og Pentri . Gamle græske historikere betragtede Umbri som samniternes forfædre.    Deres migration var i sydlig retning, ifølge ritualet for ver sacrum . 

Selvom de var allierede mod gallerne i 354 f.Kr., blev de senere romernes fjender og udkæmpede en række krige mod dem (såkaldte Samnitterkrige). På trods af en overvældende sejr i forbindelse med Slaget ved Caudinerkløfterne (321 f.Kr.), blev samniterne underlagt Rom i 290 f.Kr. Selvom de var alvorligt svækket, ville samniterne stadig tage side mod romerne – først i den Pyrrhiske Krig og derefter allierede de sig med Hannibal under den Anden Puniske Krig. De kæmpede også i Forbundsfællekrigen og efterfølgende under Sullas borgerkrig, som allierede af de romerske konsuler Papirius Carbo og Gajus Marius mod Sulla. De blev efterfølgende assimileret af romerne og de holdt op med at eksistere som et særskilt folk.
Samniterne økonomi var fokuseret om husdyr og landbrug. Samniternes landbrug var meget avanceret for sin tid, og de praktiserede transhumance (det at flytte husdyr mellem græsningsområder efter årstiden). Udover at basere sig på landbrug eksporterede samniterne ligeledes varer såsom keramik, bronze, jern, oliven, uld, keramik og terrakotta. Deres handelsnetværk strakte sig over Campania, Latium, Apulien og Magna Graecia.
Samfundsstrukturen for samnitterne var opdelt i kantoner. Hver by var en vicus. Flere vici blev udgjorde en pagus, og fæere pagi indgik i en touto. Der var fire samnitiske touto – en for hver af de samnittiske stammer. . Ud over dette styresystem havde nogle få samniske byer politiske enheder, der mindede om et Senat. Det var sjældent – skønt muligt – for samniterne at forene sig under en koalition; normalt fungerede stammerne og byerne uafhængigt af hinanden.
Samniternes religion dyrkede både ånder kaldet numina og guder og gudinder. Samniterne ærede deres guder ved at ofre levende dyr og bruge offergaver. Overtro spillede en fremtrædende rolle i den samnitiske religion. Man troede, at magiske sange kunne påvirke virkeligheden, at magiske amuletter kunne beskytte mennesker, og at budskaber kunne se fremtiden. Samnitiske præster stod for religiøse højtider, og de kunne binde folk til eder. Helligdomme var en stor del af den samnitiske religion. Disse kan have været brugt til at drage fordel af handelsnetværk, kan have markeret grænsen mellem territorier og kan have været sammenflettet med styret. Samnitiske helligdomme kan også være blevet brugt til at styrke gruppeidentiteten.